# Alejandro Fabbri
Alejandro Fabbri (* 27. Oktober 1982 in Rufino) ist ein ehemaliger argentinischer Tennisspieler und heutiger -trainer.

## Persönliches
Fabbri kommt wie der ehemalige Top-10-Spieler Guillermo Coria, mit dem er in einer Altersgruppe spielte, aus Rufino, einer kleinen Gemeinde in der Provinz Santa Fe.

## Karriere
Fabbri spielte nur ein Turnier auf der ITF Junior Tour, wo er Platz 572 einnahm. Bei den Profis konnte er sich 2001 das erste Mal in der Tennisweltrangliste platzieren. 2004 zog er im Einzel in die Top 400 ein und gewann auf der ITF Future Tour seine ersten zwei Turniere und erreichte zwei weitere Finals, woraufhin er sein Karrierehoch von Platz 328 erreichte. In der Folgezeit war er vor allem im Doppel erfolgreich: Bis Ende 2007 gewann er acht Futures und zog in die Top 350 ein. 2007 gewann er nach zwei titellosen Jahren im Einzel wieder drei Futures. In seiner Karriere schaffte er allerdings nicht mehr nachhaltig bei Turnieren der ATP Challenger Tour erfolgreich zu sein; durch neun Siege kam er auf dieser Ebene jeweils nur in die zweite Runde.
Im Doppel stand er 2005 im Halbfinale von Montevideo, einem Challenger-Turnier. Nach einem weiteren Halbfinale 2006 in San Marino zog Fabbri in seinem erfolgreichsten Jahr im Doppel, 2008, zweimal in ein Halbfinale ein – drei weitere Male stand er im Endspiel. In Manta verlor er mit Víctor Estrella, genauso wie mit Horacio Zeballos in Bogotá. Mit seinem Landsmann Leonardo Mayer blieb er hingegen in Asunción siegreich und gewann seinen einzigen Challenger-Titel. Im Juli 2009 sprang er auf sein Karrierehoch von Platz 166. Darauf folgend war er bei Challengers allerdings weniger erfolgreich, sodass er wieder vor allem Futures spielte und 2011 aus den Top 400 fiel. Insgesamt gewann er in seiner bis 2012 dauernden Karriere 7 Einzel- und 21 Doppeltitel auf der Future Tour.
Nach seiner aktiven Zeit wurde Fabbri Tennistrainer. Er trainierte zuerst Víctor Estrella, mit dem er vorher schon mal Doppel spielte, zwischen 2013 und 2016. In dieser Zeit gewann er drei ATP-Tour-Titel und erreichte sein Karrierehoch von Rang 43. Zudem führte er Hugo Dellien zu seinem ersten Challenger-Titel. Mit Leonardo Mayer, seinem Doppelpartner bei seinem einzigen Challenger-Titel, betreute er ebenfalls. Seit 2021 gehört er neben Juan Ignacio Chela zum Trainerteam von Diego Schwartzman.

## Erfolge
| Legende (Anzahl der Siege) |
| Grand Slam                 |
| ATP Finals                 |
| ATP Tour Masters 1000      |
| ATP Tour 500               |
| ATP Tour 250               |
| ATP Challenger Tour (1)    |

### Doppel

#### Turniersiege
| Nr. | Datum            | Turnier  | Belag | Partner        | Finalgegner                | Ergebnis |
| --- | ---------------- | -------- | ----- | -------------- | -------------------------- | -------- |
| 1.  | 11. Oktober 2008 | Asunción | Sand  | Leonardo Mayer | Martín García Mariano Hood | 7:5, 6:4 |